# Margherita Osswald
Margherita Osswald-Toppi (* 17. Januar 1897 in Anticoli Corrado; † 28. März 1971 in Rom; heimatberechtigt in Zürich) war eine Schweizer Malerin und Bildhauerin. Sie war bekannt für ihre feinfühlige, impressionistische Malerei.

## Leben und Werk

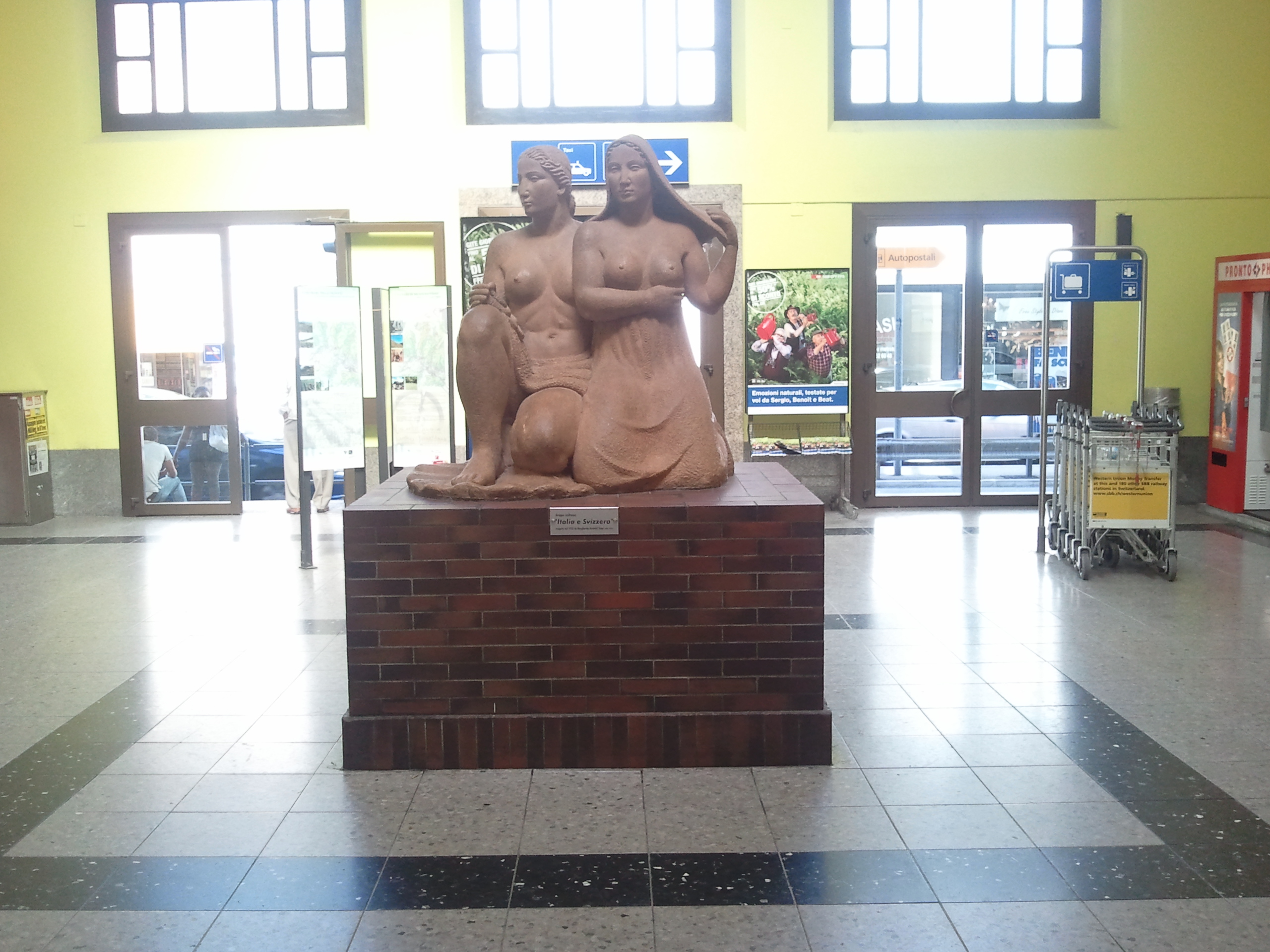
Plastik «Italia e Svizzera» im Bahnhof Chiasso, 1933

Margherita Osswald lebte seit 1919 mit ihrem Mann, ebenfalls ein Künstler, in Ascona in der Casa San Cristoforo am alten Hafen. Vor und während des Zweiten Weltkrieges hatten ihre Werke noch eine ausgeprägte historisch-patriotische Ausrichtung. 1933 schuf sie für die Bahnhofshalle von Chiasso die Kunststeinplastik Italia e Svizzera mit zwei Frauenfiguren, die die die Schweiz und Italien symbolisieren.
1939 schuf sie das Fassadengemälde Traubenernte für das Grotto ticinese an der Schweizerischen Landesausstellung in Zürich
Als 1940 das Haus «zur Münz» in Zürich von der Architektin Lux Guyer in ein Kaffee-Restaurant umgebaut wurde, zog dieser Margherita Osswald, Cornelia Forster, Bertha Tappolet und Luise Meyer-Strasser bei, um in den Räumen eine gemütliche Atmosphäre zu schaffen. Das Gebäude wurde in den 1960er-Jahren abgerissen, nachdem es durch einen Brand zerstört worden war, und durch einen Neubau ersetzt.
2009 präsentierte das «Museum Hermann Hesse» in Montagnola die Ausstellung «Frauen am Rande… oder die andere Perspektive – Hermann Hesse und Maria Holzleitner, Elisabeth Rupp und Margherita Osswald-Toppi». Alle drei Frauen waren mit Hesse befreundet.